# Kubłowo Małe
Kubłowo Małe – wieś w Polsce położona w województwie kujawsko-pomorskim, w powiecie włocławskim, w gminie Chodecz.
| SIMC    | Nazwa    | Rodzaj    |
| ------- | -------- | --------- |
| 0860808 | Chałupki | część wsi |

W latach 1975–1998 miejscowość administracyjnie należała do województwa włocławskiego.